# Der junge Lord
Der junge Lord è un'opera in due atti di Hans Werner Henze su libretto tedesco della poetessa austriaca Ingeborg Bachmann, da Der Affe als Mensch di Wilhelm Hauff ispirato da Der Scheik von Alexandria und seine Sklaven.

## Background
Lo stile e la trama devono molto all'opera buffa italiana, con l'influenza di Vincenzo Bellini e Gioachino Rossini annotata. Andrew Porter ha notato quattro stili musicali distinti nell'opera, corrispondenti a quattro diversi livelli di personaggi:
- stile "neoclassico", per i cittadini;
- "arioso neo-straussiano", per l'ingresso di Sir Edgar;
- uno stile "più selvaggio, più irregolare", per il circo itinerante;
- stile lirico, per la musica d'amore di Luise.

Robert Henderson ha commentato la natura "brechtiana" del modo in cui Bachmann e Henze trattano la storia.

## Storia dell'esecuzione
L'opera fu commissionata dalla Deutsche Oper Berlin, dove fu rappresentata per la prima volta il 7 aprile 1965. La produzione era di Gustav Sellner e il direttore era Christoph von Dohnányi.

## Ruoli e primi interpreti

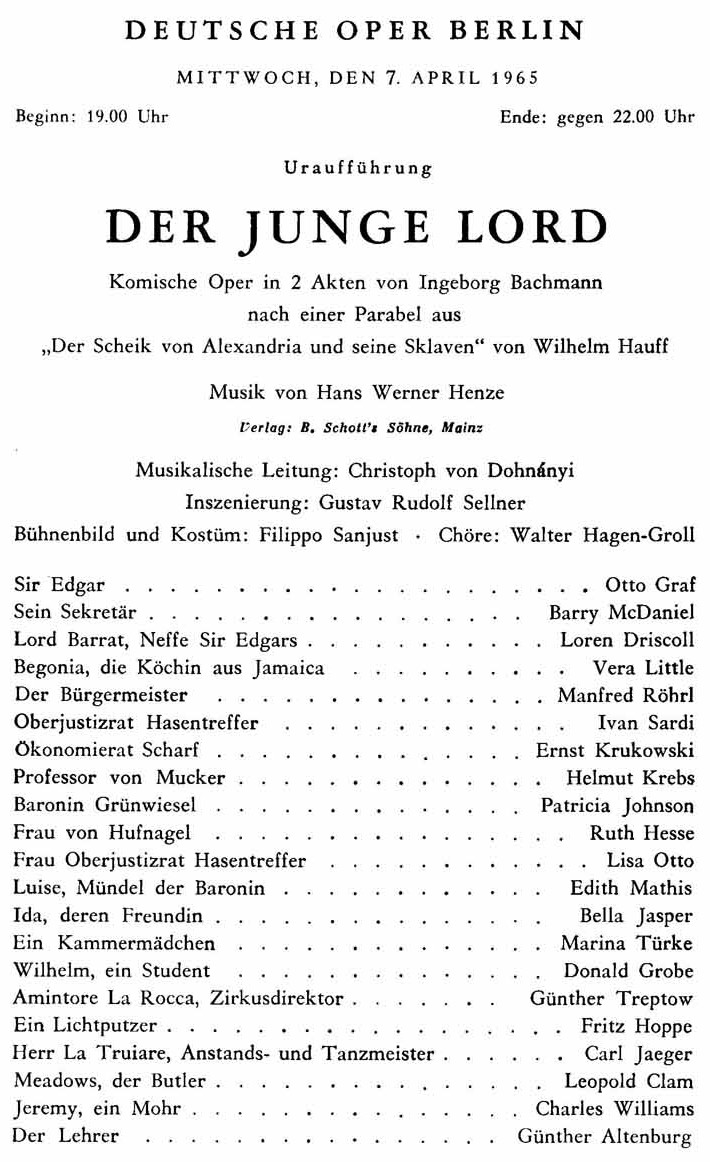
Cartellone della prima, 7 aprile 1965, Deutsche Oper Berlin

| Ruolo                  | Registro vocale  | Cast della prima, 7 aprile 1965 (Direttore: Christoph von Dohnányi) |
| ---------------------- | ---------------- | ------------------------------------------------------------------- |
| Lord Barrat            | tenore           | Loren Driscoll                                                      |
| Luise                  | soprano          | Edith Mathis                                                        |
| Baroness Grünwiesel    | mezzosoprano     | Patricia Johnson                                                    |
| Secretary to Sir Edgar | baritono         | Barry McDaniel                                                      |
| Armintore              | tenore           | Günter Treptow                                                      |
| Begonia                | mezzosoprano     | Vera Little                                                         |
| Town mayor             | basso-baritono   | Manfred Röhrl                                                       |
| Hasentreffer           | baritono         | Ivan Sardi and Emil Graf                                            |
| Frau Hasentreffer      | soprano          | Lisa Otto                                                           |
| Frau von Hufnagel      | mezzosoprano     | Ruth Hesse                                                          |
| Ida                    | soprano          | Bella Jasper                                                        |
| Scharf                 | baritono         | Ernst Krukowski                                                     |
| Von Mucker             | tenore           | Helmut Krebs                                                        |
| Wilhelm                | tenore           | Donald Grobe                                                        |
| Sir Edgar              | ruolo silenzioso | Otto Graf                                                           |

## Trama
L'opera è in due atti di tre scene ciascuno, collegati da intermezzi.
Sir Edgar, un gentiluomo e scienziato inglese, visita una piccola città tedesca con un vasto entourage, inclusi schiavi neri e una vasta collezione di animali. I cittadini sono curiosi del nuovo personaggio nella loro città, ma Sir Edgar inizialmente è distaccato dai cittadini. Tramite la sua segretaria Sir Edgar rifiuta tutti gli inviti agli eventi sociali e la gente del paese si arrabbia per questo atteggiamento. Nella scena 2 dell'atto 1, la baronessa Grünwiesel ospita un tè e si aspetta che Sir Edgar partecipi, ma lui non accetta, tramite una nota del suo servo moro. La baronessa promette vendetta su Sir Edgar per questo insulto. Nella scena 3, un circo itinerante allestisce il proprio spettacolo davanti alla residenza di Sir Edgar. Sir Edgar esce di casa per la prima volta dal suo arrivo e si gode lo spettacolo del circo. Tuttavia, quando i funzionari della città cercano di parlare con Sir Edgar, egli si rifiuta nuovamente. I funzionari della città chiudono quindi il circo, ma Sir Edgar invita la compagnia del circo nella sua villa.
All'inizio del secondo atto sono trascorsi diversi mesi. Un lampionaio sente urla e gemiti provenire dalla villa di Sir Edgar. Lo riferisce al sindaco della città, che chiede spiegazioni a Sir Edgar. La segretaria di Sir Edgar spiega che i rumori provengono da Lord Barrat, il nipote di Sir Edgar (il "giovane signore" del titolo), che è arrivato di recente in Germania e sta imparando il tedesco, ma sta commettendo errori e viene punito con frustate. Diventa però evidente la prospettiva di un imminente evento sociale nella villa di Sir Edgar. Ciò si realizza nella scena 2 dell'atto 2, dove Lord Barrat viene presentato ai cittadini in un evento sociale nella villa di Sir Edgar. Lord Barrat si comporta in modo eccentrico, ma i cittadini sono affascinati e iniziano a imitare le sue azioni. Luise, la pupilla della baronessa locale, in precedenza era stata innamorata di Wilhelm, uno studente, ma ora si è innamorata del "giovane signore". Alla fine, nella danza culminante, l'abbigliamento di Lord Barrat gli scivola via dal corpo ed egli si rivela come una scimmia addestrata.

## Incisioni
- Deutsche Grammophon 445 248-2 (Ristampa CD); Edith Mathis, Bella Jasper, Vera Little, Donald Grobe, Barry McDaniel, Patricia Johnson, Loren Driscoll, Manfred Röhrl, Günther Treptow; Schöneberger Sängerknaben; coro e orchestra della Deutsche Oper Berlin; Christoph von Dohnányi, direttore